# Хазан, Роберт
Роберт Хазан (англ. Robert Chazan, 25 апреля 1936, Олбани — 12 февраля 2024) — профессор иврита и иудаики Нью-Йоркского университета.
Согласно канадскому историку Эндрю Гоу, писавшему в Speculum, Хазан является «выдающимся учёным в области еврейской истории и христианско-еврейских отношений в эпоху высокого средневековья».
В фестшрифте, опубликованном в честь Хазана и отредактированном Дэвидом Энгелем, Лоуренсом Шиффманом, Эллиотом Вольфсоном и Йехиэлем Шуром, перечислены «история еврейских общин в западном христианском мире в средние века, еврейско-христианские взаимодействия в средневековой Европе, средневековая еврейская библейская экзегетика и религиозная литература, а также исторические репрезентации опыта средневекового еврейства» как 4 из научных проблем, занимавших центральное место в работе Хазана.

## Награды
1988: Национальная еврейская книжная премия в области еврейской истории за «Европейское еврейство и Первый крестовый поход».